# Lingarajapura, Bangalore North
Lingarajapura là một làng thuộc tehsil Bangalore North, huyện Bangalore Urban, bang Karnataka, Ấn Độ.